# 马修·洛顿
馬菲·路頓（英語：Matthew Lowton，1989年6月9日—）是一名英格蘭職業足球員，曾効力英冠球會伯恩利，司職右閘。

## 球會生涯

### 阿士東維拉

#### 2012-13球季
2012年7月6日，路頓加盟英超球會阿士東維拉，成為維拉新領隊林拔上任後第二個收購的球員，轉會費沒有向外透露，但外界估計約300萬磅。他在林拔麾下成為球隊右閘位置的必然正選，整季的聯賽只缺陣一場，其餘三十七場比賽悉數上陣。他在整個12/13球季發揮穩健，在確保隊右後方防守穩固之餘，亦有上至前場參與助攻。他的首場英超比賽是2012年8月18日，阿士東維拉作客對升馬球隊韋斯咸的英超第一週賽事，該場比賽維拉以0-1落敗。